# Nut

Nut

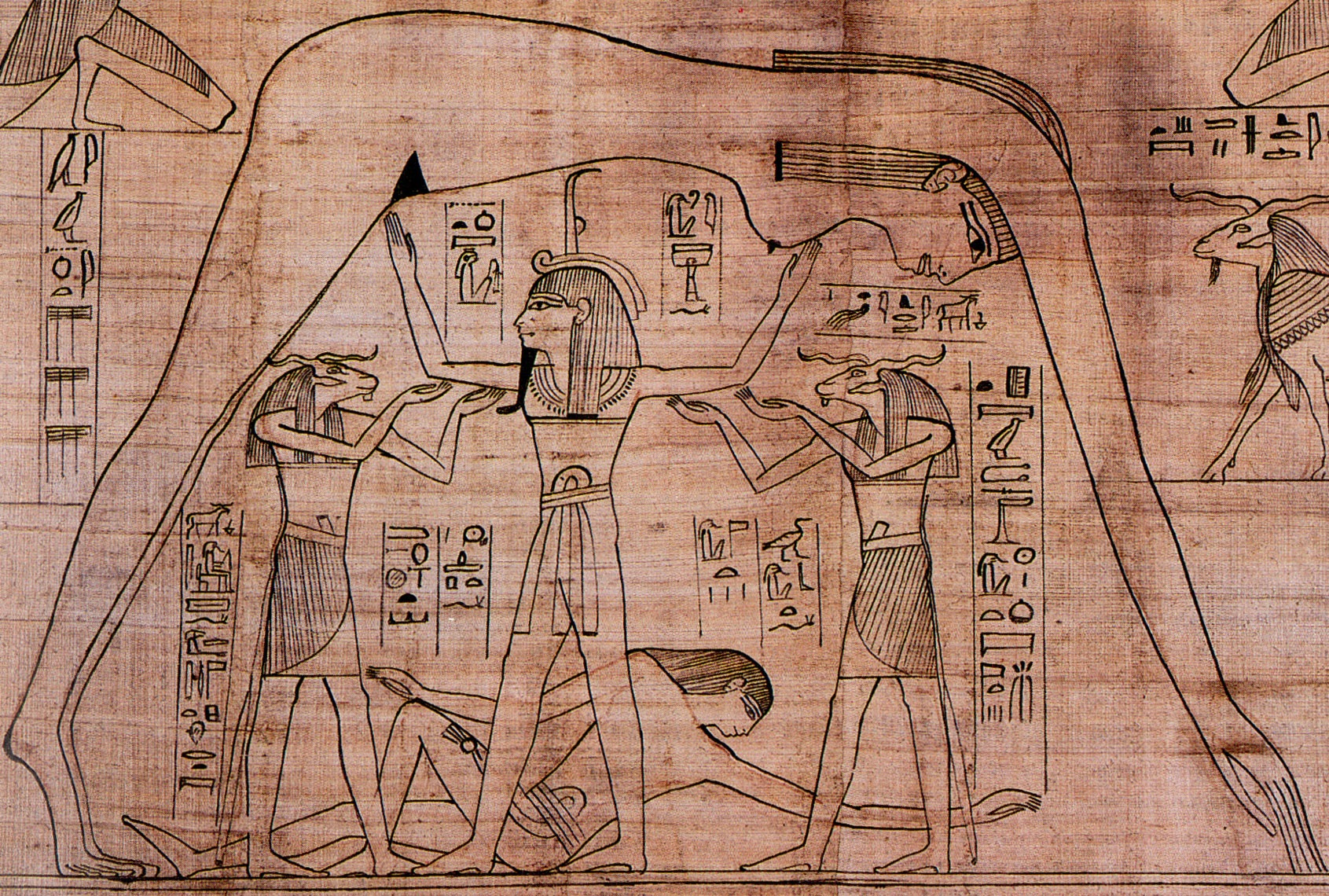
Desnuda, con el cuerpo arqueado a modo de bóveda celeste, sobre su marido Geb (la Tierra). El padre de Nut, Shu (el aire atmosférico), los mantiene separados con ayuda de los dioses Heh con cabeza de carnero; detalle del Papiro Greenfield (el 'Libro de los Muertos' de Nesitanebtashru; 950 a. C.).

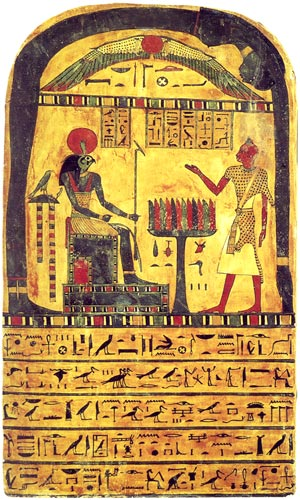
Nut con el cuerpo arqueado a modo de bóveda celeste, bordeando la estela funeraria de Ankh-af-na Khomsu, sacerdote tebano durante la XXVI dinastía (725 a. C.).

Nut o Nuit : "La Grande que alumbró a los dioses" es la diosa personificación del cielo según la mitología egipcia.
- Nombre egipcio: Nut. Nombre griego: Nut. Deidad griega con la que era equiparada: Rea.

## Iconografía
Se la solía representar como una mujer desnuda, con el cuerpo arqueado a modo de bóveda celeste, revestida de estrellas. Algunas veces como una vaca (Mehet-Urt) o sobre su marido Geb (la Tierra) y su padre Shu (el aire) intentando separarlos (representación gráfica del mito). También se representaba más tardíamente como una mujer que lleva en la cabeza un jarro de agua.
Sus extremidades simbolizaban los cuatro pilares sobre los que se apoya el cielo.

## Mitología
Hija de Shu y Tefnut, esposa de su hermano Geb, y diosa madre de las deidades Osiris, Isis, Seth, Neftis y Horus el viejo, que nacieron en los días epagómenos. 
En Heliópolis era considerada madre de Ra y se la identificaba con una vaca (Mehet-Urt).
Nut diariamente daba a luz al Sol que viajando sobre su cuerpo llegaba hasta su boca, desapareciendo en el interior (o en el Duat), renaciendo al día siguiente.
Protectora de los muertos, que acudían a ella para obtener alimento y protección, daba a los difuntos la facultad de renacer. En los sarcófagos se la representaba protegiendo al difunto con las alas extendidas, o en el interior, como mujer con los brazos alzados, ayudándolo a renacer en el Más Allá, o como representación del cielo.
Su morada era un sicomoro (higuera) en Heliópolis y sus ramas eran refugio de las almas cansadas. Según la tradición copta era el sicomoro bajo el que la Virgen María se sentó para descansar en su viaje a Egipto.
Su padre Shu (dios del viento) y Ra intentaron separarla de Geb y prohibieron que diera a luz en cualquier día del año (que en ese entonces solo constaba de 360 días). Pero Nut fue ayudada por Thot (el dios de la sabiduría) quien reto a Jonsu (dios de la luna) en un partido de ajedrez con piedras lunares blancas y negras. En cada partida ganó un poco de luz de la luna (que en ese entonces brillaba tanto como el sol), que unió para formar 5 días adicionales que puso al final del calendario, de modo que no pertenecían ni al año viejo ni al nuevo, por lo que Nut pudo dar a luz a Osiris, Isis, Seth, Neftis y Horus, uno en cada uno de los días epagómenos. Por la pérdida de aquellos pedazos de luz, la luna no pudo brillar tanto como antes y por eso va recuperando poco a poco su brillo para después empezar a menguar y empezar de nuevo.

## Culto
Diosa originaria de Heliópolis, tuvo santuarios en Menfis y Dendera.
| W24 · t · N1 |

| W24 · t · N1 |